# Triết học lịch sử
Triết học lịch sử là nghiên cứu triết học về lịch sử và chuyên ngành của nó. Thuật ngữ này được nhà triết học người Pháp Voltaire đưa ra.
Trong triết học đương đại, một sự khác biệt đã được phát triển giữa triết học suy đoán lịch sử và triết học phê phán lịch sử, bây giờ được gọi là triết học phân tích. Triết học trước quan tâm đến ý nghĩa và mục đích của quá trình lịch sử trong khi triết học sau nghiên cứu nền tảng và ý nghĩa của lịch sử và phương pháp lịch sử. Tên của những thể loại triết học này được lấy từ sự phân biệt của C. D. Broad giữa triết học phê phán và triết học suy đoán.